# Pauline Parmentier
Pour les articles homonymes, voir Parmentier.
Pauline Parmentier, née le 31 janvier 1986 à Cucq (Pas-de-Calais), est une joueuse de tennis française, professionnelle de 2000 à 2020.
Son service et son coup droit sont puissants. Sa surface de prédilection est la terre battue.
Pauline Parmentier a gagné quatre titres en simple sur le circuit principal, ainsi que treize titres ITF dont dix en simple et trois en double. Elle fait partie de l'équipe de France qui remporte la Fed Cup en 2019.

## Biographie
Pauline Parmentier se fait connaître en 2003 en gagnant le championnat de France de 2e série également connu sous le nom de Critérium. Elle suit ensuite la filière des tournois ITF où elle engrange quelques victoires dont une au tournoi de Pétange, un « 75 000 $ », en juillet 2007.
En octobre 2007, elle remporte son premier titre sur le circuit WTA à l'Open de Tachkent, où elle bat en finale la favorite de l'épreuve Victoria Azarenka. Elle remporte son deuxième titre en 2008 à Bad Gastein, en battant en finale la Tchèque Lucie Hradecká, après avoir notamment éliminé la Hongroise Ágnes Szávay, 14e joueuse mondiale.
L'année 2008 est marquée par de nombreuses premières ; Pauline Parmentier intègre le top 40 mondial, est sélectionnée en équipe de France de Fed Cup puis en équipe de France olympique.
En 2010, elle joue un rôle essentiel dans l'équipe de Fed Cup en apportant le seul point au premier tour, puis en apportant un autre point pendant les barrages. En 2011, par contre, elle perd un point décisif dans les barrages contre l'Espagne qui relègue la France dans le groupe mondial II.
En 2011, elle égalise sa meilleure performance à Roland-Garros, un deuxième tour. Dans la foulée elle remporte le 14e Open GDF Suez de Marseille (ITF, 100 000 $). Après un deuxième tour à Wimbledon, elle gagne le tournoi ITF de Biarritz (100 000 $) et en décembre l'Open féminin du Touquet-Paris-Plage.
En 2012, elle atteint pour la première fois de sa carrière un troisième tour en grand chelem, à l'US Open, au profit de son succès face à la Belge Yanina Wickmayer, tête de série no 25, 7-6, 6-3.
En 2014 à Roland Garros, alors qu'elle est redescendue à la 145e place mondiale, Pauline Parmentier réalise sa meilleure performance en Grand Chelem en se qualifiant pour les huitièmes de finale. Au premier tour, elle bat la tête de série no 17 Roberta Vinci. Au deuxième tour, elle dispose de la Kazakhe Yaroslava Shvedova, double quart de finaliste sur l'ocre parisienne. Elle s'impose ensuite face à l'Allemande Mona Barthel pour rejoindre les huitièmes de finale où elle s'incline face à l'Espagnole Garbine Muguruza en deux sets (4-6, 2-6).
En 2018, alors qu'elle est 122e mondiale, elle remporte le tournoi d'Istanbul, en avril en signant au passage sa première victoire contre une membre du top 10, en l'occurrence la no 2 Caroline Wozniacki, battue en quart de finale sur abandon au début du troisième set. Rassurée par ses performances en Fed Cup le week-end précédent, avec deux défaites honorables face à deux top 20 Américaines, Sloane Stephens (7-6, 7-5) et Madison Keys (7-6, 6-4), Pauline Parmentier renoue ainsi avec le succès, dix ans après sa dernière victoire. Elle remporte un deuxième titre au tournoi de Québec le 16 septembre 2018.
En 2019, elle remporte la Fed Cup avec l'équipe de France.

## Palmarès

### Titres en simple dames
| No | Date       | Nom et lieu du tournoi             | Catégorie | Dotation  | Surface         | Finaliste         | Score         |          |
| -- | ---------- | ---------------------------------- | --------- | --------- | --------------- | ----------------- | ------------- | -------- |
| 1  | 01-10-2007 | Tashkent Open, Tachkent            | Tier IV   | 145 000 $ | Dur (ext.)      | Victoria Azarenka | 7-5, 6-2      | Parcours |
| 2  | 14-07-2008 | Gastein Ladies, Bad Gastein        | Tier III  | 175 000 $ | Terre (ext.)    | Lucie Hradecká    | 6-4, 6-4      | Parcours |
| 3  | 23-04-2018 | BNP Paribas Istanbul Cup, Istanbul | Intern'l  | 250 000 $ | Terre (ext.)    | Polona Hercog     | 6-4, 3-6, 6-3 | Parcours |
| 4  | 10-09-2018 | Coupe Banque Nationale, Québec     | Intern'l  | 250 000 $ | Moquette (int.) | Jessica Pegula    | 7-5, 6-2      | Parcours |

### Finale en simple dames
Aucune

### Titre en double dames
Aucun

### Finale en double dames
| No | Date       | Nom et lieu du tournoi   | Catégorie | Dotation  | Surface    | Vainqueures                    | Partenaire   | Score    |          |
| -- | ---------- | ------------------------ | --------- | --------- | ---------- | ------------------------------ | ------------ | -------- | -------- |
| 1  | 22-08-2011 | Texas Tennis Open Dallas | Intern'l  | 220 000 $ | Dur (ext.) | Alberta Brianti Sorana Cîrstea | Alizé Cornet | 7-5, 6-3 | Parcours |

### Finale en double en WTA 125
| No | Date       | Nom et lieu du tournoi  | Catégorie | Dotation  | Surface    | Vainqueures                      | Partenaire   | Score    |          |
| -- | ---------- | ----------------------- | --------- | --------- | ---------- | -------------------------------- | ------------ | -------- | -------- |
| 1  | 06-11-2017 | Open de Limoges Limoges | WTA 125   | 125 000 $ | Dur (int.) | Valeria Savinykh Maryna Zanevska | Chloé Paquet | 6-0, 6-2 | Parcours |

### Titres en ITF
- 2003 : Deauville (en double)
- 2004 : Le Caire (en simple et en double)
- 2007 : Biarritz, Fort Walton Beach et Petange
- 2009 : Saint-Raphaël
- 2011 : Marseille et Biarritz
- 2014 : Grenoble
- 2015 : Essen (en simple) et Campinas (en double)
- 2016 : Contrexéville

### Finales en ITF
- 2010 : Cuneo et Poitiers
- 2011 : Cagnes-sur-Mer
- 2012 : Marseille
- 2013 : Mont de Marsan et Saint-Malo
- 2014 : Nottingham, Edgbaston et Saint-Gaudens
- 2015 : Marseille et Poitiers
- 2016 : Croissy-Beaubourg

## Parcours en Grand Chelem

### En simple dames
| Année | Open d'Australie | Open d'Australie    | Internationaux de France | Internationaux de France | Wimbledon       | Wimbledon           | US Open         | US Open             |
| ----- | ---------------- | ------------------- | ------------------------ | ------------------------ | --------------- | ------------------- | --------------- | ------------------- |
| 2004  | —                | —                   | Q2                       | Roberta Vinci            | —               | —                   | —               | —                   |
| 2005  | —                | —                   | 1er tour (1/64)          | Iveta Benešová           | —               | —                   | 2e tour (1/32)  | Lindsay Davenport   |
| 2006  | Q2               | Ashley Harkleroad   | 1er tour (1/64)          | Iveta Benešová           | Q1              | M. E. Salerni       | Q2              | Agnieszka Radwańska |
| 2007  | —                | —                   | 2e tour (1/32)           | Li Na                    | —               | —                   | 2e tour (1/32)  | Martina Hingis      |
| 2008  | 2e tour (1/32)   | Agnieszka Radwańska | 1er tour (1/64)          | Carla Suárez             | 2e tour (1/32)  | Casey Dellacqua     | 2e tour (1/32)  | Elena Dementieva    |
| 2009  | —                | —                   | 1er tour (1/64)          | Marion Bartoli           | 2e tour (1/32)  | Svetlana Kuznetsova | Q3              | Shenay Perry        |
| 2010  | 1er tour (1/64)  | Elena Baltacha      | 1er tour (1/64)          | Kaia Kanepi              | 1er tour (1/64) | Zheng Jie           | 2e tour (1/32)  | Shahar Peer         |
| 2011  | 1er tour (1/64)  | Tsvetana Pironkova  | 2e tour (1/32)           | Victoria Azarenka        | 2e tour (1/32)  | Ksenia Pervak       | 2e tour (1/32)  | Akgul Amanmuradova  |
| 2012  | 2e tour (1/32)   | Monica Niculescu    | 1er tour (1/64)          | Urszula Radwańska        | 1er tour (1/64) | Sorana Cîrstea      | 3e tour (1/16)  | Petra Kvitová       |
| 2013  | 1er tour (1/64)  | Olga Govortsova     | 1er tour (1/64)          | Magdaléna Rybáriková     | 1er tour (1/64) | Andrea Petkovic     | Q2              | Alexandra Panova    |
| 2014  | 1er tour (1/64)  | Karolína Plíšková   | 1/8 de finale            | Garbiñe Muguruza         | Q1              | Madison Brengle     | 1er tour (1/64) | Kaia Kanepi         |
| 2015  | 1er tour (1/64)  | Stefanie Vögele     | 1er tour (1/64)          | Sílvia Soler             | 1er tour (1/64) | Lara Arruabarrena   | Q1              | Taylor Townsend     |
| 2016  | Q1               | Risa Ozaki          | 3e tour (1/16)           | Timea Bacsinszky         | 1er tour (1/64) | Kateřina Siniaková  | 1er tour (1/64) | Caroline Garcia     |
| 2017  | 2e tour (1/32)   | Coco Vandeweghe     | 2e tour (1/32)           | Carina Witthöft          | 1er tour (1/64) | Kristina Mladenovic | 1er tour (1/64) | Océane Dodin        |
| 2018  | 1er tour (1/64)  | Denisa Allertová    | 3e tour (1/16)           | Caroline Wozniacki       | 1er tour (1/64) | Taylor Townsend     | 1er tour (1/64) | Madison Keys        |
| 2019  | 1er tour (1/64)  | Anastasia Potapova  | 1er tour (1/64)          | Kiki Bertens             | 2e tour (1/32)  | C. Suárez Navarro   | 1er tour (1/64) | A. Pavlyuchenkova   |
| 2020  | 1er tour (1/64)  | Wang Qiang          | 1er tour (1/64)          | Veronika Kudermetova     | Annulé          | Annulé              | —               | —                   |

N.B. : à droite du résultat se trouve le nom de l'ultime adversaire.

### En double dames
| Année | Open d'Australie                                                                      | Open d'Australie                                                                | Internationaux de France     | Internationaux de France          | Wimbledon                    | Wimbledon                   | US Open                      | US Open                      |
| ----- | ------------------------------------------------------------------------------------- | ------------------------------------------------------------------------------- | ---------------------------- | --------------------------------- | ---------------------------- | --------------------------- | ---------------------------- | ---------------------------- |
| 2004  | —                                                                                     | —                                                                               | 1er tour (1/32) Aurélie Védy | A. Myskina V. Zvonareva           | —                            | —                           | —                            | —                            |
| 2005  | —                                                                                     | —                                                                               | 1er tour (1/32) M. Andrieux  | V. Dushevina B. Strýcová          | —                            | —                           | —                            | —                            |
| 2006  | —                                                                                     | —                                                                               | 1er tour (1/32) Camille Pin  | L. Dekmeijere P. Schnyder         | —                            | —                           | —                            | —                            |
| 2007  | —                                                                                     | —                                                                               | 1er tour (1/32) O. Sanchez   | Aiko Nakamura T. Tanasugarn       | —                            | —                           | —                            | —                            |
| 2008  | 1er tour (1/32) Anne Kremer                                                           | Cara Black Liezel Huber                                                         | 2e tour (1/16) Émilie Loit   | Anabel Medina V. Ruano            | 2e tour (1/16) Émilie Loit   | Dinara Safina Ágnes Szávay  | 1er tour (1/32) Émilie Loit  | Lisa Raymond Sam Stosur      |
| 2009  | —                                                                                     | —                                                                               | 2e tour (1/16) M. Johansson  | A.-L. Grönefeld P. Schnyder       | 1er tour (1/32) Alizé Cornet | Pavlyuchenkova F. Schiavone | —                            | —                            |
| 2010  | —                                                                                     | —                                                                               | 1er tour (1/32) St. Cohen    | D. Cibulková Julia Görges         | —                            | —                           | —                            | —                            |
| 2011  | —                                                                                     | —                                                                               | 2e tour (1/16) K. Mladenovic | M. Krajicek L. Šafářová           | 1er tour (1/32) M. Johansson | J. Gajdošová K. Zakopalová  | 1er tour (1/32) M. Johansson | M. J. Martínez Anabel Medina |
| 2012  | 1er tour (1/32) M. Johansson                                                          | Polona Hercog Zheng Jie                                                         | 1er tour (1/32) Julie Coin   | A. Hlaváčková L. Hradecká         | 1er tour (1/32) Alizé Cornet | Chr. McHale Tamira Paszek   | 1er tour (1/32) M. Krajicek  | Hsieh Su-wei Anabel Medina   |
| 2013  | 2e tour (1/16) M. Johansson                                                           | Hsieh Su-wei Peng Shuai                                                         | 2e tour (1/16) Julie Coin    | Sara Errani Roberta Vinci         | 2e tour (1/16) Alizé Cornet  | Julia Görges B. Z. Strýcová | —                            | —                            |
| 2014  | —                                                                                     | —                                                                               | 3e tour (1/8) Julie Coin     | M. Erakovic Arantxa Parra         | 1er tour (1/32) Laura Thorpe | Zarina Diyas Patricia Mayr  | 2e tour (1/16) S. Cîrstea    | Kudryavtseva An. Rodionova   |
| 2015  | 1er tour (1/32) Alizé Cornet                                                          | Shelby Rogers Donna Vekić                                                       | 1er tour (1/32) Julie Coin   | M. Krajicek B. Strýcová           | —                            | —                           | —                            | —                            |
| 2016  | —                                                                                     | —                                                                               | 2e tour (1/16) M. Johansson  | C. Garcia K. Mladenovic           | —                            | —                           | 1er tour (1/32) Alizé Cornet | Darija Jurak An. Rodionova   |
| 2017  | 2e tour (1/16) Tatjana Maria                                                          | Tímea Babos A. Pavlyuchenkova                                                   | 2e tour (1/16) Y. Wickmayer  | Kiki Bertens J. Larsson           | —                            | —                           | —                            | —                            |
| 2018  | 1er tour (1/32) Tatjana Maria                                                         | M. Krajicek A. Kudryavtseva                                                     | 1er tour (1/32) A. Hesse     | Viktorija Golubic Nina Stojanović | —                            | —                           | 1er tour (1/32) M. Krajicek  | Raquel Atawo A.L. Grönefeld  |
| 2019  | 1er tour (1/32) María Sákkari \|\| style="text-align:left;" \| Jiang Xinyu Wang Qiang | 1er tour (1/32) C. Paquet \|\| style="text-align:left;" \| B. Bencic V. Kužmová | —                            | —                                 | —                            | —                           |                              |                              |

N.B. : le nom du ou de la partenaire se trouve sous le résultat ; le nom des ultimes adversaires se trouve à droite.

### En double mixte
| Année | Open d'Australie              | Open d'Australie     | Internationaux de France                                                                 | Internationaux de France        | Wimbledon | Wimbledon | US Open | US Open |
| ----- | ----------------------------- | -------------------- | ---------------------------------------------------------------------------------------- | ------------------------------- | --------- | --------- | ------- | ------- |
| 2006  | —                             | —                    | 1er tour (1/16) M. Baghdatís                                                             | Gisela Dulko F. González        | —         | —         | —       | —       |
| 2008  | —                             | —                    | 1er tour (1/16) T. Ascione                                                               | V. Uhlířová Fyrstenberg         | —         | —         | —       | —       |
| 2009  | —                             | —                    | 2e tour (1/8) Marc Gicquel                                                               | Ai Sugiyama André Sá            | —         | —         | —       | —       |
| 2010  | —                             | —                    | 1er tour (1/16) Marc Gicquel                                                             | Cara Black Leander Paes         | —         | —         | —       | —       |
| 2012  | —                             | —                    | 1er tour (1/16) Benoît Paire                                                             | Květa Peschke Mike Bryan        | —         | —         | —       | —       |
| 2016  | —                             | —                    | 1er tour (1/16) J. Benneteau                                                             | Chuang Ch-j. H. Kontinen        | —         | —         | —       | —       |
| 2017  | 1er tour (1/16) Nicolas Mahut | Sam Stosur Sam Groth | 2e tour (1/8) M. Bourgue                                                                 | A. Hlaváčková É. Roger-Vasselin | —         | —         | —       | —       |
| 2018  | —                             | —                    | 1er tour (1/16) G. Barrère \|\| style="text-align:left;" \| G. Dabrowski Mate Pavić      | —                               | —         | —         | —       |         |
| 2019  | —                             | —                    | 1er tour (1/32) Fabrice Martin \|\| style="text-align:left;" \| A. Muhammad L. Bambridge | —                               | —         | —         | —       |         |

N.B. : le nom du partenaire se trouve sous le résultat ; le nom des ultimes adversaires se trouve à droite.

## Parcours en «Premier Mandatory» et «Premier 5»
Découlant d'une réforme du circuit WTA inaugurée en 2009, les tournois WTA « Premier Mandatory » et « Premier 5 » constituent les catégories d'épreuves les plus prestigieuses, après les quatre levées du Grand Chelem.

### En simple dames
| Année |              | Premier Mandatory            | Premier Mandatory             | Premier Mandatory            | Premier Mandatory |       | Premier 5 | Premier 5 | Premier 5                    | Premier 5 | Premier 5                | Premier 5 | Premier 5                 |
| Année | Indian Wells | Miami                        | Madrid                        | Pékin                        |                   | Dubaï | Rome      | Canada    | Cincinnati                   |           | Tokyo                    |           |                           |
| Année | Indian Wells | Miami                        | Madrid                        | Pékin                        |                   | Doha  | Rome      | Canada    | Cincinnati                   |           | Wuhan                    |           |                           |
| Année | Indian Wells | Miami                        | Madrid                        | Pékin                        |                   |       | Rome      | Canada    | Cincinnati                   |           |                          |           |                           |
| 2009  |              | 1er tour (1/64) P. Kvitová   | 1er tour (1/64) M. Santangelo |                              |                   |       |           |           |                              |           |                          |           |                           |
| 2010  |              |                              | 2e tour (1/32) A. Ivanović    |                              |                   |       |           |           | 1er tour (1/32) D. Cibulková |           |                          |           |                           |
| 2011  |              |                              |                               |                              |                   |       |           |           |                              |           | 2e tour (1/16) S. Peer   |           | 1er tour (1/32) J. Görges |
| 2012  |              | 1er tour (1/64) K. Date      | 1er tour (1/64) S. Stephens   |                              |                   |       |           |           |                              |           |                          |           | 2e tour (1/16) R. Vinci   |
| 2013  |              | 1er tour (1/64) M. Lučić     | 1er tour (1/64) S. Soler      |                              |                   |       |           |           |                              |           |                          |           |                           |
| 2014  |              |                              |                               |                              |                   |       |           |           |                              |           | 2e tour (1/16) C. Suárez |           |                           |
| 2015  |              |                              | 2e tour (1/32) S. Stosur      |                              |                   |       |           |           |                              |           |                          |           |                           |
| 2016  |              | 1er tour (1/64) Zhang S.     | 1er tour (1/64) N. Osaka      |                              |                   |       |           |           |                              |           |                          |           |                           |
| 2017  |              | 3e tour (1/16) A. Kerber     | 3e tour (1/16) J. Konta       | 1er tour (1/32) K. Siniaková |                   |       |           |           |                              |           |                          |           |                           |
| 2018  |              | 1er tour (1/64) A. Anisimova |                               |                              |                   |       |           |           |                              |           |                          |           |                           |
| 2019  |              | 1er tour (1/64) J. Konta     | 2e tour (1/32) E. Mertens     | 2e tour (1/16) Y. Putintseva |                   |       |           |           |                              |           |                          |           |                           |

Sous le résultat, l’ultime adversaire.

## Parcours aux Jeux olympiques

### En simple dames
| # | Date       | Nom de l'olympiade         | Surface    | Résultat        | Ultime adversaire  | Score    |          |
| - | ---------- | -------------------------- | ---------- | --------------- | ------------------ | -------- | -------- |
| 1 | 11/08/2008 | Olympic Tennis Event Pékin | Dur (ext.) | 1er tour (1/32) | Dominika Cibulková | 6-1, 7-5 | Parcours |

### En double dames
| # | Date       | Nom de l'olympiade         | Surface    | Résultat        | Partenaire      | Ultimes adversaires     | Score   |          |
| - | ---------- | -------------------------- | ---------- | --------------- | --------------- | ----------------------- | ------- | -------- |
| 1 | 11/08/2008 | Olympic Tennis Event Pékin | Dur (ext.) | 1er tour (1/16) | Tatiana Golovin | Sania Mirza Sunitha Rao | forfait | Parcours |

## Parcours en Fed Cup
| #                                                                        | Date       | Lieu                 | Surface             | Gagnante(s)                            | Perdante(s)                     | Score            |          |
|                                                                          |            |                      |                     |                                        |                                 |                  |          |
| 2010 - 1er tour (groupe mondial) - France - États-Unis - 1 : 4           |            |                      |                     |                                        |                                 |                  |          |
| 1                                                                        | 06/02/2010 | Liévin               | Terre (int.)        | Melanie Oudin                          | Pauline Parmentier              | 6-4, 6-4         | Parcours |
| 1                                                                        | 06/02/2010 | Liévin               | Terre (int.)        | Pauline Parmentier                     | Christina McHale                | 6-4, 6-4         | Parcours |
|                                                                          |            |                      |                     |                                        |                                 |                  |          |
| 2010 - Barrage (groupe mondial I) - Allemagne - France - 2 : 3           |            |                      |                     |                                        |                                 |                  |          |
| 2                                                                        | 24/04/2010 | Francfort            | Terre (ext.)        | Andrea Petkovic                        | Pauline Parmentier              | 6-3, 6-2         | Parcours |
| 2                                                                        | 24/04/2010 | Francfort            | Terre (ext.)        | Pauline Parmentier                     | Julia Görges                    | 7-64, 6-4        | Parcours |
|                                                                          |            |                      |                     |                                        |                                 |                  |          |
| 2011 - Barrage (groupe mondial I) - Espagne - France - 4 : 1             |            |                      |                     |                                        |                                 |                  |          |
| 3                                                                        | 16/04/2011 | Lérida               | Terre (ext.)        | Lourdes Domínguez                      | Pauline Parmentier              | 6-4, 6-4         | Parcours |
|                                                                          |            |                      |                     |                                        |                                 |                  |          |
| 2012 - 1er tour (groupe mondial II) - Slovaquie - France - 3 : 2         |            |                      |                     |                                        |                                 |                  |          |
| 4                                                                        | 04/02/2012 | Bratislava           | Dur (int.)          | Daniela Hantuchová                     | Pauline Parmentier              | 5-7, 6-1, 9-7    | Parcours |
| 4                                                                        | 04/02/2012 | Bratislava           | Dur (int.)          | Dominika Cibulková                     | Pauline Parmentier              | 6-4, 6-3         | Parcours |
|                                                                          |            |                      |                     |                                        |                                 |                  |          |
| 2012 - Barrage (groupe mondial II) - France - Slovénie - 5 : 0           |            |                      |                     |                                        |                                 |                  |          |
| 5                                                                        | 21/04/2012 | Besançon             | Dur (int.)          | Pauline Parmentier                     | Nastja Kolar                    | 6-2, 6-3         | Parcours |
| 5                                                                        | 21/04/2012 | Besançon             | Dur (int.)          | Pauline Parmentier                     | Petra Rampre                    | 6-4, 3-6, 8-6    | Parcours |
|                                                                          |            |                      |                     |                                        |                                 |                  |          |
| 2013 - 1er tour (groupe mondial II) - France - Allemagne - 1 : 3         |            |                      |                     |                                        |                                 |                  |          |
| 6                                                                        | 09/02/2013 | Limoges              | Terre (int.)        | Sabine Lisicki                         | Pauline Parmentier              | 7-5, 7-5         | Parcours |
| 6                                                                        | 09/02/2013 | Limoges              | Terre (int.)        | Julia Görges                           | Pauline Parmentier              | 6-4, 6-2         | Parcours |
|                                                                          |            |                      |                     |                                        |                                 |                  |          |
| 2015 - 1/2 finale (groupe mondial) - République tchèque - France - 3 : 1 |            |                      |                     |                                        |                                 |                  |          |
| 7                                                                        | 18/04/2015 | Ostrava              | Dur (int.)          | Kristina Mladenovic Pauline Parmentier | Lucie Šafářová Barbora Strýcová | 0-6, 6-3, [10-8] | Parcours |
|                                                                          |            |                      |                     |                                        |                                 |                  |          |
| 2017 - 1er tour (groupe mondial) - Suisse - France : 4 : 1               |            |                      |                     |                                        |                                 |                  |          |
| 8                                                                        | 12/02/2017 | Genève               | Dur (int.)          | Belinda Bencic                         | Pauline Parmentier              | 6-3, 6-4         | Parcours |
|                                                                          |            |                      |                     |                                        |                                 |                  |          |
| 2017 - Barrage (groupe mondial I) - France - Espagne - 4 : 0             |            |                      |                     |                                        |                                 |                  |          |
| 9                                                                        | 22/04/2017 | Roanne               | Terre (int.)        | Pauline Parmentier                     | Sara Sorribes Tormo             | 6-4, 6-2         | Parcours |
|                                                                          |            |                      |                     |                                        |                                 |                  |          |
| 2018 - 1er tour (groupe mondial) - France - Belgique - 3 : 2             |            |                      |                     |                                        |                                 |                  |          |
| 10                                                                       | 10/02/2018 | Mouilleron-le-Captif | Dur (int.)          | Elise Mertens                          | Pauline Parmentier              | 6-2, 6-1         | Parcours |
| 10                                                                       | 10/02/2018 | Mouilleron-le-Captif | Dur (int.)          | Alison Van Uytvanck                    | Pauline Parmentier              | 6-1, 6-3         | Parcours |
|                                                                          |            |                      |                     |                                        |                                 |                  |          |
| 2018 - 1/2 finale (groupe mondial) - France - États-Unis - 2 : 3         |            |                      |                     |                                        |                                 |                  |          |
| 11                                                                       | 21/04/2018 | Aix-en-Provence      | Terre battue (int.) | Sloane Stephens                        | Pauline Parmentier              | 7-63, 5-7        | Parcours |
| 11                                                                       | 21/04/2018 | Aix-en-Provence      | Terre battue (int.) | Madison Keys                           | Pauline Parmentier              | 7-64, 6-4        | Parcours |
| 2019 - 1/4 finale (groupe mondial) - Belgique - France - 1 : 3           |            |                      |                     |                                        |                                 |                  |          |
| 12                                                                       | 09/02/2019 | Liège                | Dur (int.)          | Ysaline Bonaventure Kirsten Flipkens   | Fiona Ferro Pauline Parmentier  | 6-3, 3-6, [10-6] | Parcours |
| 2019 - 1/2 finale (groupe mondial) - France - Roumanie - 3 : 2           |            |                      |                     |                                        |                                 |                  |          |
| 13                                                                       | 20/04/2019 | Rouen                | Terre battue (int.) | Pauline Parmentier                     | Irina-Camelia Begu              | 6-3, 2-6, 6-2    | Parcours |
| 2019 - Finale (groupe mondial) - Australie - France - 2 : 3              |            |                      |                     |                                        |                                 |                  |          |
| 14                                                                       | 9/10/2019  | Perth                | Dur (int.)          | Ajla Tomljanović                       | Pauline Parmentier              | 6-4, 7-5         | Parcours |

## Classements WTA en fin de saison
| Année          | 2003 | 2004 | 2005 | 2006 | 2007 | 2008 | 2009 | 2010 | 2011 | 2012 | 2013 | 2014 | 2015 | 2016 | 2017 | 2018 | 2019 | 2020 |
| Rang en simple | 493  | 261  | 207  | 197  | 59   | 62   | 109  | 102  | 74   | 66   | 225  | 79   | 116  | 71   | 91   | 54   | 122  | 172  |
| Rang en double | 733  | 356  | 369  | 657  | 424  | 172  | 192  | 587  | 124  | 210  | 112  | 129  | 295  | 363  | 262  | 384  | 829  | 973  |

source : (en) Classements de Pauline Parmentier sur le site officiel de la Fédération internationale de tennis

## Victoire sur le top 10
| Légende         |
| Grand Chelem    |
| Masters         |
| Jeux olympiques |
| Elite Trophy    |
| Premier         |
| Intern'l        |
| Fed Cup         |

|   |        |  | Tournoi  | Année | Surface      |  | Adversaire         | Rang | Tour | Score        | Tableau |
| 1 | no 122 |  | Istanbul | 2018  | Terre battue |  | Caroline Wozniacki | no 2 | 1/4  | 4-6, 6-3 ab. | Tableau |
| 2 | no 69  |  | Madrid   | 2019  | Terre battue |  | Elina Svitolina    | no 6 | 1/32 | 6-4, 7-66    | Tableau |